# Laganja Estranja
Jay Evan Jackson, connue professionnellement sous le nom de Laganja Estranja, née le 28 décembre 1988, est une chorégraphe et drag queen américaine basée à Los Angeles. Laganja est une participante de la sixième saison de RuPaul's Drag Race, terminant à la huitième place. Elle fait son coming-out transgenre en 2021.

## Jeunesse
Jackson, naît de Nancy Lynn Ferrin et de David Michael Jackson, grandit à Dallas, Texas où elle fréquente la Booker T. Washington High School for the Performing and Visual Arts (en). Elle obtient un BFA en danse du California Institute of the Arts.

## Carrière

### Drag
Les débuts en drag de Laganja Estranja ont lieu au Micky's de West Hollywood le 7 novembre 2011. Après avoir remporté ce concours amateur, Laganja devient une showgirl officielle avec un concert mensuel chez Micky. Elle remporte ensuite le Queen of Qeens  au 340 Nightclub à Pomona et le titre de Best Newcomer à West Hollywood.
En avril 2013, Laganja Estranja auditionne pour l'émission RuPaul's Drag Race. En 2014, la sixième saison de la compétition à laquelle elle participe est diffusée sur LogoTV. Laganja est plutôt bien classée lors de la compétition et remporte même un défi associée avec Adore Delano. Elle est finalement éliminée dans le huitième épisode de la saison, la plaçant dans la catégorie de concurrents qui ont été éliminés la semaine après avoir remporté un défi. Pendant la diffusion, elle devient tristement célèbre pour ses expressions dramatiques exagérées, ses slogans et ses coup de blues. La gagnante Bianca Del Rio crédite Laganja comme la racine de chaque citation mémorable de la saison suivante de RuPaul's Drag Race. Les manières de Laganja ont depuis été parodiées par d'autres drag queens, dont Alaska Thunderfuck.
Laganja Estranja est la fille drag d'Alyssa Edwards et la sœur drag de Shangela et Plastique Tiara — qui ont toutes participé à RuPaul's Drag Race ; Edwards dans la saison 5 et la saison 2 de All Stars, Shangela apparaissant sur les saisons 2 et 3 et la saison 3 de All Stars, et Tiara dans la saison 11. Sous le surnom de la Haus of Edwards, elles font des tournées internationales et performent ensemble à plusieurs reprises, notamment en tant que première partie lors de l'épisode final de la septième saison de RuPaul's Drag Race. Laganja présente actuellement sa propre émission web sur la plate-forme centrée sur le drag World of Wonder, la même société de production derrière RuPaul's Drag Race, RuPaul's DragCon LA et RuPaul's DragCon NYC.
Laganja est connue comme une « lip-sync assassin » dans le troisième épisode de la saison 6 de All Stars, remportant le lip-synccontre un autre concurrente de la saison 6, Trinity K. Bonet (en). Elle apparaît aux côtés de Jennifer Lopez lors de la performance de celle-ci aux iHeartRadio Music Awards 2022.

### Musique
En 2014, Laganja participe à la reprise de Jealous of My Boogie de RuPaul, pour l'album RuPaul Presents: The CoverGurlz. Tout au long de 2014, Laganja apparaît sur trois singles, contribuant un couplet de rap à chaque chanson. En 2015, elle sort son premier single en tant qu'artiste principale, intitulé Legs, qui met en vedette le rappeur américain Rye Rye. En juin 2015, Legs est classée troisième meilleure chanson par un concurrent de RuPaul's Drag Race par Pitchfork Media. En juin 2015, Laganja figure sur le premier album de Alaska Thunderfuck, Anus, sur le morceau Gimme All Your Money.
En 2016, elle sort à la fois son troisième single Tease 4U et un album de Noël avec la Haus of Edwards. Son single sur l'album s'intitule Green XXXmas et la vidéo mettait en vedette la danseuse exotique Candace Cane. En septembre 2018, elle sort son quatrième single Look At Me avec J. Tyler, et une vidéo d'accompagnement. La vidéo a pris position contre les arrestations pour possession de marijuana. En novembre 2018, elle sort une vidéo lyrique pour son cinquième single Smoke Break.

### Défense du cannabis
En tant que militante des droits du cannabis, Laganja anime des conversations sur la légalisation du cannabis au Trinity College de Dublin, en Irlande, et à Impulse à San Francisco. Elle est également présentée deux fois dans High Times Magazine et fait la couverture de Dope Magazine, faisant d'elle la première défenseure LGBTQ+ sur la couverture d'un magazine sur le cannabis. En 2014, Laganja lance une collection de produits sur le thème de la marijuana, y compris une ligne de bijoux nommée Laganja Estranja Is My Enemy. Elle collabore également avec Blunted Objects sur un collier sur le thème de la marijuana.
En septembre 2018, Laganja est interviewée par Civilized Magazine à propos de son clip pour Look at Me qui s'en prend à la guerre contre la drogue. L'interview de Civilized — un magazine destiné aux millions d'adultes qui choisissent de profiter du cannabis à des fins récréatives — couvre un certain nombre d'aspects derrière l'imagerie du clip vidéo de Laganja. Leafly, le plus grand site d'information sur le cannabis au monde, invite Laganja sur son podcast interne en janvier 2019.

### Danse
Diplômée du California Institute of the Arts en 2011 avec un baccalauréat en beaux-arts en danse et chorégraphie, Laganja est une chorégraphe, enseignante et danseuse qualifiée. Boursière présidentielle en arts, Laganja interprète son œuvre originale not today au Kennedy Center en 2007. Laganja est également une YoungArts Silver Winner et revient chaque année au programme pour encadrer des élèves du secondaire à Miami, en Floride. Elle a créé des chorégraphie pour Germany's Next Topmodel, NYC Cosmetics FACE Awards et pour des artistes commerciaux tels que Miley Cyrus et Brooke Candy.
À la mi-2017, Laganja dirige un projet de théâtre de danse sur l'expression de genre avec des artistes de toute l'Europe réunis à Nottingham, au Royaume-Uni, pour un atelier de quatre jours et une vitrine explorant les limites de l'identité de genre. G[END]ER est une collaboration avec Backlit Gallery, Kitty Tray et Nottingham Contemporary. À l'automne 2018, elle développe cette idée d'expression de genre avec sa résidence en danse à YoungArts. L'expérience immersive comprend des voix en direct, des compositions originales et une scénographie organisée. Fin 2018, Laganja s'associe au Pérez Art Museum Miami (Pamm) pour présenter l'art du drag lors d'une prise de contrôle Poplife Social YoungArts d'une journée.
En 2016, la Laganja's Dance School, une masterclass internationale de danse en talons hauts et un atelier de mise en confiance, est fondée avec sa partenaire Kristen Lovell. La classe a lieu dans des dizaines de villes des États-Unis et, en tant qu'expérience internationale, se rend à Manchester, Nottingham, Londres, Newcastle, Dublin, Lima, Mexico et Amsterdam,. En 2019, le documentaire Laganja's Dance School sort. Réalisé par Selene Kapsaski, il montre Laganja Estranja enseignant un cours de danse à Londres.

## Vie privée
Laganja se prononce contre Donald Trump alors que ce dernier est candidat à la présidence des États-Unis. En 2021, elle fait son coming-out en tant que femme trans.

## Discographie

### Single

#### En tant qu'artiste principal
| Titre                    | Année |
| ------------------------ | ----- |
| Legs (featuring Rye Rye) | 2015  |
| Hotbox                   | 2015  |
| Tease 4u                 | 2016  |
| Look at M (avec J.Tyler) | 2018  |
| Smoke Break              | 2018  |

#### En tant qu'artiste vedette
| Titre                                                                       | Année |
| --------------------------------------------------------------------------- | ----- |
| Got Beat (Kraax featuring Laganja Estranja, Cool B. & Lissa Wick)           | 2014  |
| Oh No She Better Don't (RuPaul featuring le casting de la saison 6)         | 2014  |
| Gold Grill BBQ (Krysta Youngs featuring Laganja Estranja & Melanie Fontana) | 2014  |
| Gimme All Your Money (Alaska Thunderfuck 5000 featuring Laganja Estranja)   | 2015  |

## Filmographie

### Film
| Année | Titre                              | Rôle      |
| ----- | ---------------------------------- | --------- |
| 2021  | The Bitch Who Stole Christmas (en) | Elle-même |

### Télévision
| Année      | Titre                        | Rôle                    | Remarques                      |        |
| ---------- | ---------------------------- | ----------------------- | ------------------------------ | ------ |
| 2014       | RuPaul's Drag Race           | Elle-même (concurrente) | Saison 6 – 8e place            | [ 6 ]  |
| 2015       | Skin Wars                    | Elle-même               | Saison 2 – Invité              | [ 42 ] |
| 2017, 2019 | Bong Appétit                 | Elle-même               | Saison 1, épisode 6 – Invité   | [ 43 ] |
| 2018       | Germany's Next Topmodel      | Elle-même               | Saison 13, épisode 14 – Invité |        |
| 2018       | The Browns                   | Elle-même               | Invité                         | [ 44 ] |
| 2018-2019  | Tu crois que tu sais danser  | Elle-même (concurrente) | Saison 15                      | ,      |
| 2019       | Queen of Drags               | Elle-même               | Épisode 6 – Invité             |        |
| 2021       | RuPaul's Drag Race All Stars | Elle-même               | Saison 6, épisode 3 – Invité   | [ 48 ] |